# Eugenio Eulalio Palafox Portocarrero

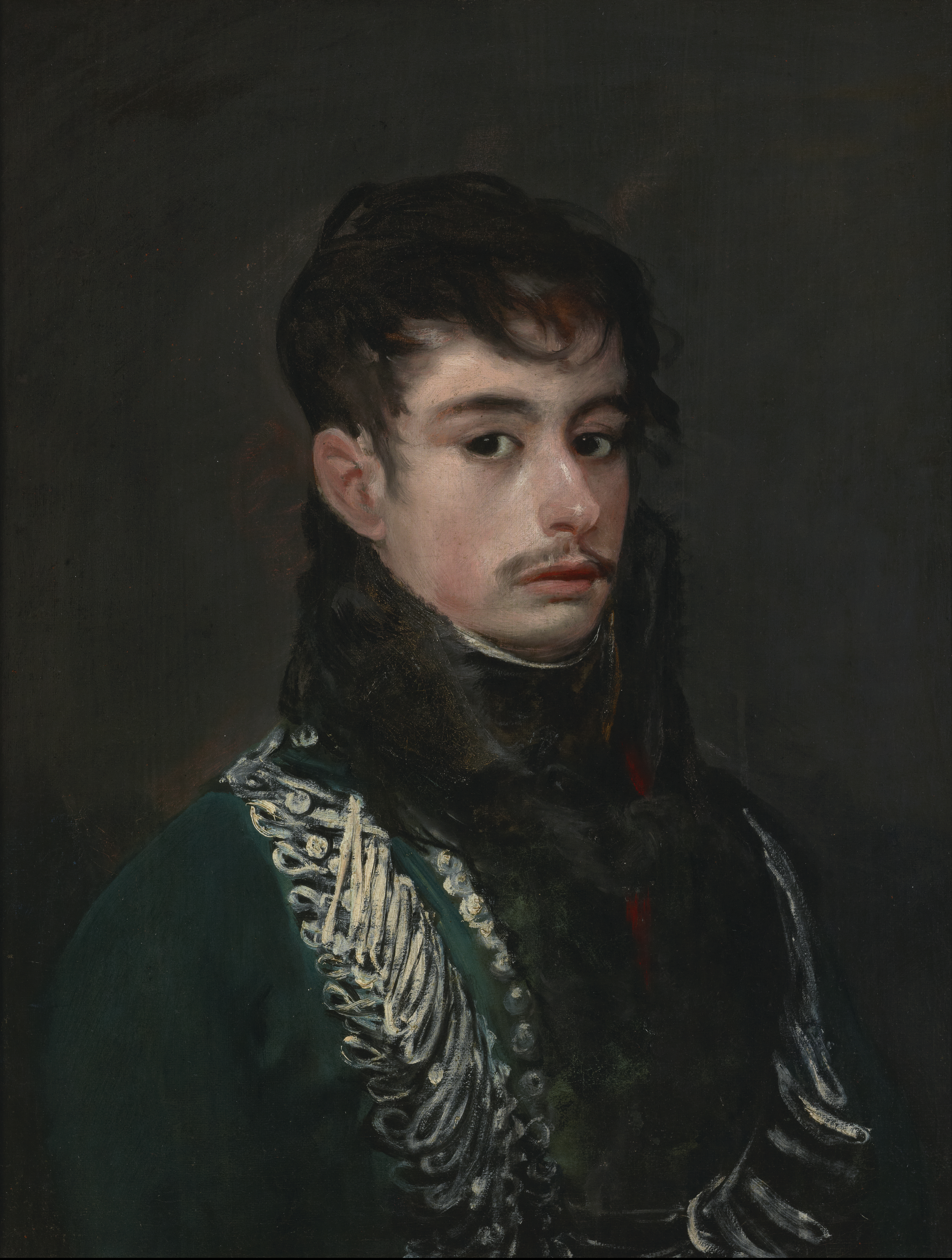
Eugenio Guzmán Palafox y Portocarrero, conde de Teba, por Francisco de Goya. Hacia 1804. Óleo sobre lienzo, 63 x 48 cm, Nueva York, Frick Collection.

Eugenio Eulalio Palafox Portocarrero (Madrid, 1773-1834), XVII conde de Teba hasta la muerte de su madre, la VI condesa de Montijo cuyo título heredó en 1808, fue un aristócrata y militar español.

## Biografía
Hijo de Francisca de Sales Portocarrero y de su primer esposo, Felipe Palafox, en tanto que conde de Teba, título que heredó en 1778, utilizó el apellido Guzmán de acuerdo con lo estipulado en la cláusula de fundación del mayorazgo, y en el motín de Aranjuez contra la política de Manuel Godoy participó disfrazado de campesino con el seudónimo de Tío Pedro.
Culto y con una sólida educación recibida de su madre, en enero de 1794 fue nombrado académico honorario de las reales academias de la Lengua y de la Historia. Su Discurso sobre la autoridad de los ricos hombres sobre el rey, preparado para su ingreso en la Real Academia de la Historia, en el que se manifestaba opuesto al absolutismo monárquico pero desde un punto de vista feudal, pues en él sostenía que la nobleza —arrinconada desde los tiempos de los Reyes Católicos— era el único contrapunto posible al poder monárquico, no llegó a ser leído al haber caído previamente en manos de Godoy, que lo desterró a Toledo y más adelante a Granada.
En Granada se incorporó al Regimiento de Milicias Provinciales, con grado de teniente coronel, pasando con el mismo grado a la Primera División de Granaderos de Cádiz. Tuvo una importante participación en la conspiración fernandina contra Godoy, a quien reprochaba la caída en desgracia y el destierro de su madre tras su segundo matrimonio en 1805, y su actuación fue decisiva en la noche del 17 al 18 de marzo de 1808 —motín de Aranjuez— que acabó con el gobierno del valido y la abdicación de Carlos IV en su hijo Fernando. En septiembre de 1808 Montijo fechó en Madrid, como general en jefe de las fuerzas combinadas de Aragón, un llamamiento a los españoles para acabar con los restos de la presencia de los franceses tras la retirada de José Bonaparte de Madrid, atribuyéndose con su primo el capitán general de Aragón el refuerzo de la defensa de Zaragoza. Reclamaba en él una acción militar concertada y reprochaba a los diputados su tardanza en el establecimiento de la Junta Central capaz de gobernar en representación de «nuestro muy amado Soberano Fernando VII».
Dos años después, también en Cádiz, publicó una defensa de su actuación en los dos primeros años de la guerra: Manifiesto de lo que no ha hecho el Conde del Montijo, escrito para desengaño ú [sic] confusión de los que de buena ó mala fé le dicen autor de sediciones que no ha hecho ni podido hacer. Tras la derrota de las tropas españolas en la batalla de Uclés en febrero de 1809, en la que participó, marchó a Granada donde se le acusó de haber amotinado contra la Junta Central a la tropa de guarnición, de lo que protestaba en su manifiesto pues, aun creyendo preciso un cambio de gobierno para que no pereciese la patria, su opinión, decía, «nunca es la de obrar con movimientos populares». Encarcelado primero en Badajoz, de donde escapó, y nuevamente detenido en Valverde del Camino, fue conducido a la cárcel de la Inquisición de Sevilla. Pasó en ella ochenta días, tiempo en el que convino con el alcaide y los inquisidores que en caso de verse amenazada la ciudad por los franceses escaparía con ellos, pero el 24 de enero de 1810, tras llegarle noticias de que la Junta proyectaba enviarle a Mallorca, estalló en Sevilla un motín popular que lo sacó de la prisión entre vítores, sin su consentimiento y sin haber tomado parte en la preparación del motín, según protestaba en el citado manifiesto. Los amotinados en nombre de la Junta de Sevilla le encomendaron la defensa de la ciudad abandonada por la Junta Suprema, misión que tuvo por imposible y que de haber intentado habría resultado muy dañina para la integridad de los monumentos urbanos dignos de ser conservados. Saliendo de Sevilla el 26 partió hacia Ronda para movilizar a los paisanos y a la tropa dispersa por la serranía, pero recibió órdenes de dirigirse a Cádiz, vía Gibraltar, siendo destinado al ejército de Extremadura. Sin entenderse con sus superiores y sin apenas entrar en acción, en septiembre volvió a Cádiz, donde se dijo que llegaba con intención de impedir la reunión de las Cortes, contra lo que de nuevo protestaba en su Manifiesto, en el que declaraba no haber sido nunca opuesto a las Cortes.
Con grado de brigadier, en 1811 combatió a los franceses en las Alpujarras y luego, al mando de la Primera División del III Ejército, con sede en Murcia, en el socorro de Valencia y en la batalla de Sagunto en octubre de ese año. En los últimos meses de 1812 marchó a Granada por enfermedad, donde fue ascendido a mariscal de campo. Restaurado Fernando VII en el trono, en junio de 1814 fue nombrado capitán general del reino y costas de Granada.
Fundándose en una afirmación de Alcalá Galiano en sus Memorias, donde decía que en 1817 la cabeza de la masonería española se encontraba en Granada, se ha tenido a Montijo por Gran Maestre del Grande Oriente español. Según Benito Pérez Galdós, el mismo Fernando VII estaba al corriente de la existencia de un Oriente en Granada encabezado por su capitán general, el conde de Montijo, de lo que hacía burlas pues tenía a la masonería por «una farsa grotesca que no conduce a nada bueno ni a nada malo» y a los masones por «hombres graves que no deberían ponerse en ridículo». La pertenencia de Montijo a la masonería no es dudosa, pues figura como miembro de la única logia formada exclusivamente por españoles de la que ha llegado documentación: la logia de los Amigos Reunidos de la Virtud fundada en Madrid en 1820, de la que también formaba parte su hermano menor, Cipriano Palafox, iniciado en la logia bonapartista Beneficencia de Josefina en 1812. Pero el hecho de que la logia madrileña en carta del 31 de diciembre de 1820 solicitase su regularización al Grande Oriente de Francia, hace a Ferrer Benimeli dudar de que antes de tal fecha existiese o hubiese existido realmente un Gran Oriente español.
Más cierta parece la fama de licencioso que siempre lo acompañó. Por su mala gestión y calaveradas dilapidó o empeñó buena parte de su patrimonio, envuelto constantemente en deudas y obligado a vender parte sustancial de sus bienes. Aun así, en febrero de 1819 —todavía con título de capitán del reino y costa de Granada pero residenciado en Burgos— tras un acuerdo con su hermano Cipriano, al que había pasado el título de conde de Teba a la muerte de su madre, se valoró su patrimonio en 949 285 reales y 21 maravedís de rentas anuales. Tras el acuerdo, no obstante, los gastos excesivos y el desorden siguieron siendo la regla de su gestión económica. Incapaz de cumplir con el convenio alcanzado y de pasar a su hermano la renta acordada, en tanto sus acreedores se volvían contra Cipriano desesperados por no obtener nada de Eugenio, del que muchas veces se ignoraba incluso el paradero, en junio de 1822 recibió una nueva carta de su hermano menor en la que, proponiéndole un nuevo acuerdo, le reprochaba:

Todos los días ha ido de peor a peor, de modo que llegará el día en que nada tengas. Así creo que estamos en el caso de que francamente me hables y que, mudando de sistema, reconozcas que no has hecho más que disparates, fiando siempre en porvenires ilusorios. Si no ¿qué has adelantado con vender toda la Algaba, cuando lejos de disminuir tus deudas las ha aumentado? Eso mismo te ha sucedido siempre, yo te lo digo porque te quiero y porque además no quiero perder lo mío, pues siempre como te dije, crees que todo lo que te sucede es por desgracia tuya, por casualidad, cuando yo no veo más que una consecuencia directa de tus obras.

Tras el triunfo del pronunciamiento de Riego —que lo sorprendió en la cárcel de la Inquisición de Santiago de Compostela—, en marzo de 1820 fue nombrado por el ministro de la Guerra marqués de las Amarillas, del sector moderado del liberalismo, capitán general de Castilla la Vieja, cargo en el que permaneció apenas un mes. La delicada situación económica por la que atravesaba la región trató de ser aprovechada  por los enemigos de la Constitución recién proclamada, promoviendo tumultos populares. El 12 de abril Montijo dirigió una representación al rey solicitando la condonación o aplazamiento del cobro de contribuciones y la formación de una junta de diputados castellanos, hasta que pudiesen hacerlo las Cortes, y fue de inmediato destituido por el Gobierno y sustituido por el general José María Santocildes, absolutista, que nada más tomar el mando en Valladolid intentó sin éxito insurreccionar a la tropa.
También durante el trienio publicó su traducción, hecha al parecer en 1805, del Bruto de Voltaire, tragedia en cinco actos impresa en Madrid en 1822 para «inspirar a mis compatriotas el horror al despotismo», con la advertencia de ser la segunda edición, pues la primera había aparecido en Murcia en 1820, con prólogo de un no identificado B. F. C., que posiblemente se encargase también de la corrección.
El 27 de mayo de 1823 fue uno de los firmantes de la Exposición dirigida por la Grandeza de España al duque de Angulema en agradecimiento por haber puesto en libertad al rey y a la «magnánima nación española, sojuzgada por la ominosa facción de un corto número». No obstante no recuperó el favor real y fue residenciado en su villa de Montijo, donde en febrero de 1824 sufrió una hemiplejia. Su esposa, Ignacia Idiáquez, con la que había tenido una relación tormentosa desde el mismo momento en que contrajeron matrimonio, solicitó al rey la habilitase para hacerse cargo de la administración de los bienes familiares antes de perderlos todos definitivamente, haciendo notar al monarca en su solicitud las estrecheces por las que pasaban, pues incluso había tenido que vender sus alhajas y nada quedaba de su dote. En noviembre de 1826 falleció Ignacia en Ardales. Apenas repuesto de la hemiplejia el conde presentó síntomas de locura y en abril de 1827 será Cipriano quien por orden real se haga cargo de la administración de los estados de Montijo. En junio sufrió un nuevo ataque que le dejó una pierna encogida y dificultades para hablar y tragar. Incluso en estas condiciones en octubre contrajo nupcias secretas con Magdalena Lázaro, calificada de intrigante. En julio de 1831 se trasladó a Madrid, fijando su residencia en casa de su hermana, la marquesa de Villafranca, y allí falleció el 18 de julio de 1834 sin descendencia, dejando sus títulos a su hermano Cipriano.